# 异果双盖蕨
异果双盖蕨（学名：Diplazium heterocarpum）也称异果短肠蕨，为蹄盖蕨科双盖蕨属下的一个种。